# Trinity Washington University
La Trinity Washington University è un'università privata di indirizzo cattolico con sede a Washington, negli Stati Uniti d'America.
Il Trinity College fu fondato dalle Suore di Nostra Signora di Namur nel 1897 e fu elevata al rango di university nel 2004.